# ケニー・ロギンス

ケニー・ロギンス

ケニー・ロギンス（Kenny Loggins）の名で活動するケネス・クラーク・ロギンス（Kenneth Clark Loggins, 1948年1月7日 - ）は、アメリカのミュージシャン。日本では、70年代前半にロギンス&メッシーナの曲が数曲ヒットし、さらに「フットルース」や「デンジャー・ゾーン」などの映画主題歌も1980年代にヒットした。

## 略歴
ワシントン州エベレット生まれ。カリフォルニア州アルハンブラにて育つ。
音楽出版社に勤める傍らABCレコード所属の作曲家としても活動。1969年のエレクトリック・プルーンズ再結成時に短期間ギタリストとして参加したほか、彼の初期の曲は、ニッティ・グリッティ・ダート・バンドが70年に録音している。旧友ジム・メッシーナのプロデュースでデビュー・アルバムを制作するにあたり、メッシーナとのデュオ、ロギンス&メッシーナを結成する。1972年にデビュー。ポップ・フォーク的な作風で、「プー横町の家」、「ママはダンスを踊らない」「愛する人」「放課後のロックンロール・パーティー」などのヒットを飛ばす。ロギンスが作曲した「ダニーの歌」や「愛の歌」は、カナダの女性歌手アン・マレーが採り上げ、全米アダルト・コンテンポラリー・チャートでナンバーワンヒットを記録したことでも有名である。1977年からはソロとして活動を開始し、1978年、スティーヴィー・ニックスと共演した「二人の誓い」がヒットした。作曲家としても、ドゥービー・ブラザーズの「ホワット・ア・フール・ビリーヴス」をマイケル・マクドナルドと共作しグラミー賞を受賞するなど、高い能力を示している。

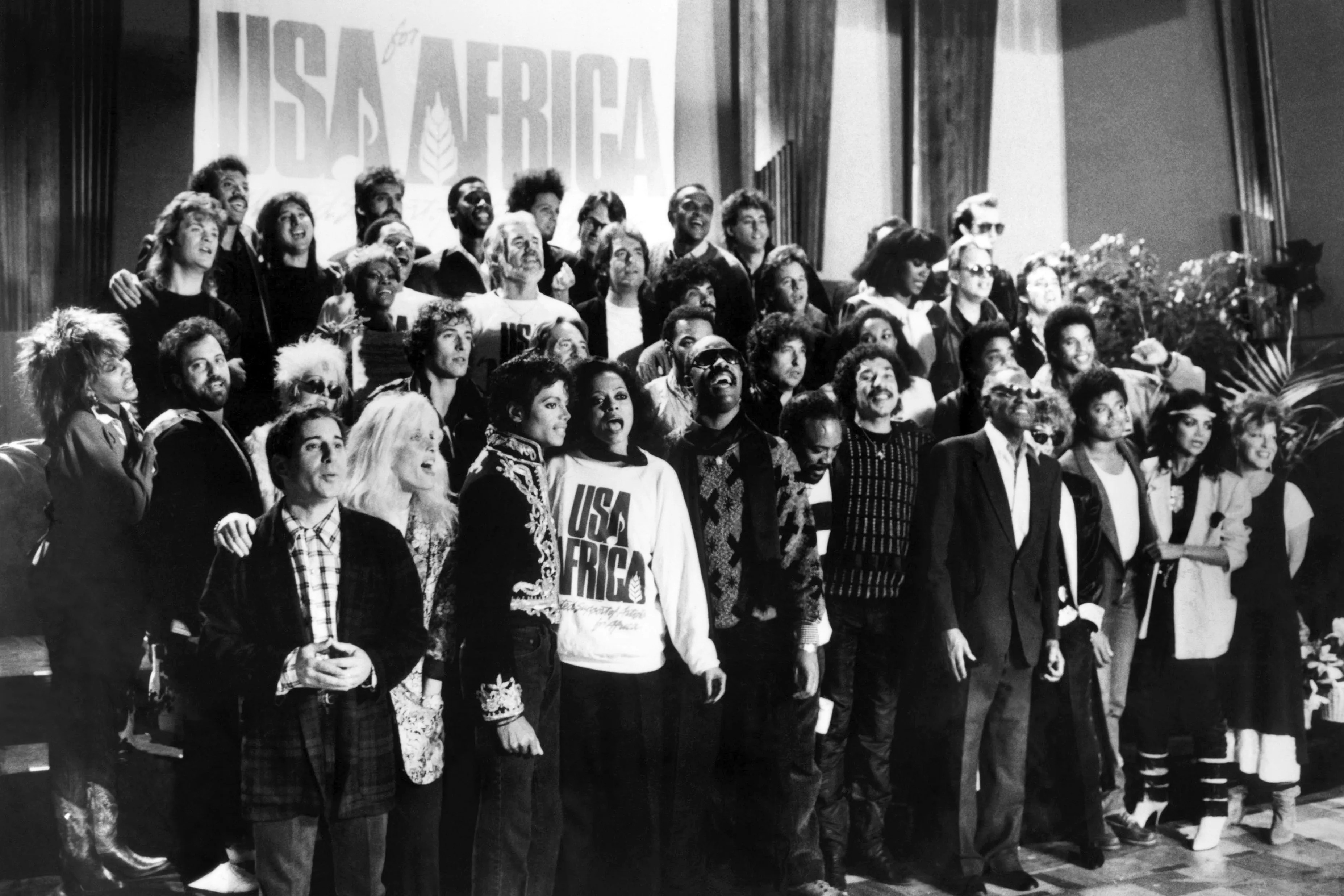
USAフォー・アフリカにてウィ・アー・ザ・ワールドを歌う

1980年代にも「ディス・イズ・イット」などがヒット。1984年には映画『フットルース』の同名主題歌が全米1位を獲得。1985年にはUSAフォー・アフリカに参加した。「ウィー・アー・ザ・ワールド」で2小節リードボーカルをとっている(パートとしては2回目のサビで、ブルース・スプリングスティーンの次、スティーブ・ペリーの前)。
1986年には映画『トップガン』の主題歌「デンジャー・ゾーン」が全米第2位の大ヒットとなり、映画とともに多くの国でヒットを記録した。
その後、人気は下降したが、1990年代以降も、地道にアルバムをリリース。2005年にはロギンス&メッシーナを再結成。大規模な全米コンサートツアーを行い、アルバム Loggins and Messina Sittin' in Again をリリースした。
2000年公開のディズニー映画「ティガー・ムービー プーさんの贈りもの」で主題歌を担当する。楽曲は「Your Heart Will Lead You Home」。
2013年9月17日に発売されたコンピュータゲームグランド・セフト・オートVのサウンドトラックではラジオDJを務め、自身の曲「アイム・フリー」も提供している。

## ディスコグラフィ

### スタジオ・アルバム
- 『未来への誓い』 - Celebrate Me Home （1977年）
- 『ナイトウォッチ』 - Nightwatch （1978年）
- 『キープ・ザ・ファイア』 - Keep the Fire （1979年）
- 『ハイ・アドヴェンチャー』 - High Adventure （1982年）
- 『ヒューマン・ヴォイス』 - Vox Humana （1985年）
- 『バック・トゥ・アヴァロン』 - Back to Avalon （1988年）
- 『リープ・オブ・フェイス〜愛を信じて』 - Leap of Faith （1991年）
- 『リターン・トゥ・プー・コーナー』 - Return to Pooh Corner （1994年）
- 『アンイマジナブル・ライフ』 - The Unimaginable Life （1997年）
- December （1998年）
- 『モア・ソングス・フロム・プー・コーナー』 - More Songs from Pooh Corner （2000年）
- It's About Time （2003年）
- 『ハウ・アバウト・ナウ』 - How About Now （2007年）
- All Join In （2009年）

### ライブ・アルバム
- 『アライブ』 - Kenny Loggins Alive （1980年）
- 『アウトサイド・フロム・ザ・レッドウッズ』 - Outside: From the Redwoods （1993年）

### コンピレーション・アルバム
- Love Songs of Kenny Loggins （1993年）
- 『グレイテスト・ヒッツ〜Yesterday, Today,Tomorrow〜』 - Yesterday, Today, Tomorrow （1997年）
- 『エッセンシャル・ケニー・ロギンス』 - The Essential Kenny Loggins （2002年）
- 『ジャパニーズ・シングル・コレクション-グレイテスト・ヒッツ-』 - Japanese Singles Collection-Greatest Hits- （2020年、日本限定）

### シングル
| 年     | タイトル                                                        | 収録アルバム                                                         |
| ------ | --------------------------------------------------------------- | -------------------------------------------------------------------- |
| 1977年 | 愛を信じて "I Believe in Love"                                  | 未来への誓い Celebrate Me Home                                       |
| 1978年 | 二人の誓い "Whenever I Call You 'Friend'"                       | ナイトウォッチ Nightwatch                                            |
| 1979年 | イージー・ドライヴァー "Easy Driver"                            | ナイトウォッチ Nightwatch                                            |
| 1979年 | 明日に向かって "This Is It"                                     | キープ・ザ・ファイア Keep the Fire                                   |
| 1980年 | キープ・ザ・ファイア "Keep the Fire"                            | キープ・ザ・ファイア Keep the Fire                                   |
| 1980年 | アイム・オールライト "I'm Alright"                              | Caddyshack （『ボールズ・ボールズ』サントラ盤）                      |
| 1982年 | サンライズ・パーティー with スティーヴ・ペリー "Don't Fight It" | ハイ・アドヴェンチャー High Adventure                                |
| 1983年 | ハート・トゥ・ハート "Heart to Heart"                           | ハイ・アドヴェンチャー High Adventure                                |
| 1983年 | 愛のハートライト "Welcome to Heartlight"                        | ハイ・アドヴェンチャー High Adventure                                |
| 1984年 | フットルース "Footloose"                                        | フットルース オリジナル・サウンドトラック Footloose                  |
| 1984年 | アイム・フリー "I'm Free"                                       | フットルース オリジナル・サウンドトラック Footloose                  |
| 1985年 | ヒューマン・ヴォイス "Vox Humana"                               | ヒューマン・ヴォイス Vox Humana                                      |
| 1985年 | フォーエヴァー "Forever"                                        | ヒューマン・ヴォイス Vox Humana                                      |
| 1985年 | アイル・ビー・ゼア "I'll Be There"                              | ヒューマン・ヴォイス Vox Humana                                      |
| 1986年 | デンジャー・ゾーン "Danger Zone"                                | トップガン オリジナル・サウンドトラック Top Gun                      |
| 1986年 | 真昼のゲーム "Playing with the Boys"                            | トップガン オリジナル・サウンドトラック Top Gun                      |
| 1987年 | 心の夜明け "Meet Me Half Way"                                   | オーバー・ザ・トップ オリジナル・サウンドトラック Over the Top       |
| 1988年 | ノーバディーズ・フール "Nobody's Fool"                          | Caddyshack II （『ボールズ・ボールズ2/成金ゴルフマッチ』サントラ盤） |
| 1988年 | ミス・ユー "I'm Gonna Miss You"                                 | バック・トゥ・アヴァロン Back to Avalon                              |
| 1989年 | テル・ハー "Tell Her"                                           | バック・トゥ・アヴァロン Back to Avalon                              |
| 1989年 | ビー・バップ・ア・ルーラ "Be-Bop-A-Lula"                        | キリンモルトドライ CMソング （アルバム未収録）                       |
| 1991年 | 愛の確信 "Conviction of the Heart"                              | リープ・オブ・フェイス〜愛を信じて Leap of Faith                     |
| 1992年 | リアル・シング "The Real Thing"                                 | リープ・オブ・フェイス〜愛を信じて Leap of Faith                     |
| 1992年 | イフ・ユー・ビリーヴ "If You Believe"                           | リープ・オブ・フェイス〜愛を信じて Leap of Faith                     |
| 1992年 | ナウ・オア・ネヴァー "Now Or Never"                             | リープ・オブ・フェイス〜愛を信じて Leap of Faith                     |
| 1993年 | 明日に向かって（ライブ） "This Is It" (live)                    | アウトサイド・フロム・ザ・レッドウッズ Outside: From the Redwoods    |
| 1994年 | リターン・トゥ・プー・コーナー "Return to Pooh Corner"          | リターン・トゥ・プー・コーナー Return to Pooh Corner                 |
| 1996年 | フォー・ザ・ファースト・タイム "For the First Time"             | 素晴らしき日〜ワン・ファイン・デイ（サントラ盤） One Fine Day        |
| 1997年 | "I Am Not Hiding"                                               | アンイマジナブル・ライフ The Unimaginable Life                       |
| 2003年 | "With This Ring"                                                | It's About Time                                                      |
| 2004年 | "I Miss Us"                                                     | It's About Time                                                      |
| 2009年 | 霧のマウンテン "There Is a Mountain"                            | All Join In                                                          |
| 2009年 | トゥ・オブ・アス "Two of Us"                                    | All Join In                                                          |

### ビデオ/DVD
- alive! （1981年）
- Live at the Grand Canyon （1992年）
- Outside: From the Redwoods （1994年）
- Return to Pooh Corner （1996年）

## 日本公演
- 1979年
11月9日 名古屋市公会堂、10日 大阪万国博ホール、13日,14日 中野サンプラザ、15日 渋谷公会堂
- 1984年
11月7日 瀬戸市文化センター、9日 大阪府立体育会館、10日 九州厚生年金会館、12日 日本武道館